# Craig Stevens (actor)
Craig Stevens (n. Gail Shikles Jr.; n. 8 iulie 1918, Liberty⁠(d), Missouri, SUA – d. 10 mai 2000, Los Angeles, California, SUA) a fost un actor american de film și televiziune, cel mai bine cunoscut pentru rolul principal din televiziune ca detectivul privat Peter Gunn din 1958 până în 1961.

## Filmografie
- Coast Guard (1939) - Sailor (nemenționat)
- Mr. Smith Goes to Washington (1939) - Senate Reporter (nemenționat)
- Those Were the Days! (1940) - Second Passenger (nemenționat)
- Argentine Nights (1940) - Gaucho (nemenționat)
- Lady with Red Hair (1940) - Bit Role (nemenționat)
- I Wanted Wings (1941) - Corporal (nemenționat)
- Affectionately Yours (1941, unbilled) - Airline Official Talking to Ricky in Ambulance (nemenționat)
- Dive Bomber (1941) - John Thomas Anthony
- Law of the Tropics (1941) - Alfred King, Jr.
- The Body Disappears (1941) - Robert Struck
- Steel Against the Sky (1941) - Chuck Evans
- Spy Ship (1942) - Ward Prescott
- Secret Enemies (1942) - Carl Edward Becker
- The Hidden Hand (1942) - Peter Thorne
- Learn and Live (1943) - Bob (nemenționat)
- Since You Went Away (1944) - Danny Williams
- Resisting Enemy Interrogation (1944) - B-26 Pilot (nemenționat)
- The Doughgirls (1944) - Craig Stevens
- Hollywood Canteen (1944) - Craig Stevens
- Roughly Speaking (1945) - Jack Leslie (nemenționat)
- God Is My Co-Pilot (1945) - Ed Rector
- Too Young to Know (1945) - Major Bruce
- Humoresque (1946) - Monte Loeffler
- The Man I Love (1947) - Bandleader
- That Way with Women (1947) - Carter Andrews
- Love and Learn (1947) - Willard Deckerr
- Night Unto Night (1949) - Tony Maddox
- The Lady Takes a Sailor (1949) - Danvers (nemenționat)
- Where the Sidewalk Ends (1950) - Ken Paine
- Blues Busters (1950) - Rick Martin
- Katie Did It (1951) - Stuart Grumby
- The Lady from Texas (1951) - Cyril Guthrie
- Drums in the Deep South (1951) - Colonel Braxton Summers
- Phone Call from a Stranger (1952) - Mike Carr
- Murder Without Tears (1953) - Detective Sergeant Steve O'Malley
- Abbott and Costello Meet Dr. Jekyll and Mr. Hyde (1953) - Bruce Adams
- The French Line (1953) - Phil Barton
- Duel on the Mississippi (1955) - René LaFarge
- From the Desk of Margaret Tyding (1956)
- Alfred Hitchcock Presents (1957) (Season 3 Episode 11: "The Deadly") - Lewis Brenner
- The Deadly Mantis (1957) - Colonel Joe Parkman
- Buchanan Rides Alone (1958) - Abe Carbo
- Gunn (1967) - Peter Gunn
- The Limbo Line (1968) - Richard Manston
- The Elevator (1974) - Dr. Stuart Reynolds
- Killer Bees (1974) - Rudolf van Bohlen
- S.O.B. (1981) - Willard
- The Trout (1982) - Carter